# Pseudoleptochelia inermis
Pseudoleptochelia inermis is een naaldkreeftjessoort uit de familie van de Leptocheliidae. De wetenschappelijke naam van de soort is voor het eerst geldig gepubliceerd in 1898 door Dollfus.